# ناحیه بوحاتم
ناحیه بوحاتم (به عربی: دائرة بوحاتم) یک ناحیه در الجزایر است که در استان میله واقع شده‌است.